# Shuto Kono
Shuto Kono (født 4. maj 1993) er en japansk fodboldspiller, som spiller for den japanske fodboldklub V-Varen Nagasaki.